# Satrapia d'Assíria
La satrapia d'Assíria (Aθurā, en persa antic 𐎠𐎰𐎢𐎼𐎠 Aθurā) fou un territori de la Pèrsia aquemènida, integrat dins la gran satrapia de Babilònia.
La satrapia es dividia en tres satrapies menors:
- Assíria (Aθurā) formada per la Mesopotàmia al nord del coll de botella, arribant a l'oest fins al desert d'Aràbia; al nord-oest l'Eufrates la separava de les satrapies menors de Capadòcia a la part del Taure i de Síria; la frontera amb Armènia era el Tigris i el Centrites o Botan Çay (Botan Su); a l'est el Licos o Gran Zab i el Tigris la separaven de Arbelitis i Sittacene.
- Síria (Ebir-nāri) que incloïa Fenícia, Xipre i Palestina
- Cilícia a la part de mar

Mazaeus que fou sàtrapa menor de Cilícia a la meitat del segle iv aC, fou després sàtrapa d'Assíria i es va enfrontar amb Alexandre el Gran; finalment aquest el va nomenar com a gran sàtrapa de Babilònia.